# Brandon Barrera
Brandon Barrera, vollständiger Name Brandon Miguel Barrera Bota, (* 19. Dezember 1998 in Uruguay) ist ein uruguayischer Fußballspieler.

## Karriere
Der 1,84 Meter große Offensivakteur Barrera steht seit der Saison 2016 im Kader der Profimannschaft des Club Sportivo Cerrito. Dort feierte er am 10. September 2016 sein Debüt in der zweithöchsten uruguayischen Spielklasse, als ihn Trainer Alberto Quintela bei der 0:2-Heimniederlage gegen El Tanque Sisley in die Startelf beorderte. In jener Spielzeit bestritt er insgesamt elf Spiele in der Segunda División und traf einmal in gegnerische Tor. Im Februar 2017 wechselte er auf Leihbasis zu den Montevideo Wanderers, kam jedoch zu keinem Pflichtspieleinsatz im Profiteam. Anfang August 2017 kehrte er zu Cerrito zurück.